# Eugenio Caxés

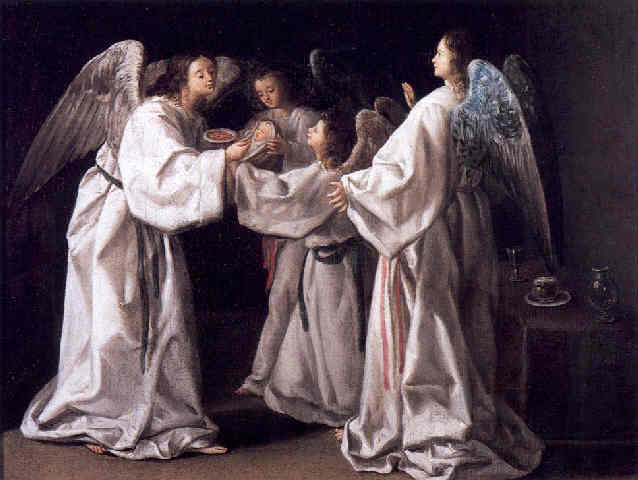
Sfântul Raymond Nonnatus fiind hrănit de îngeri.

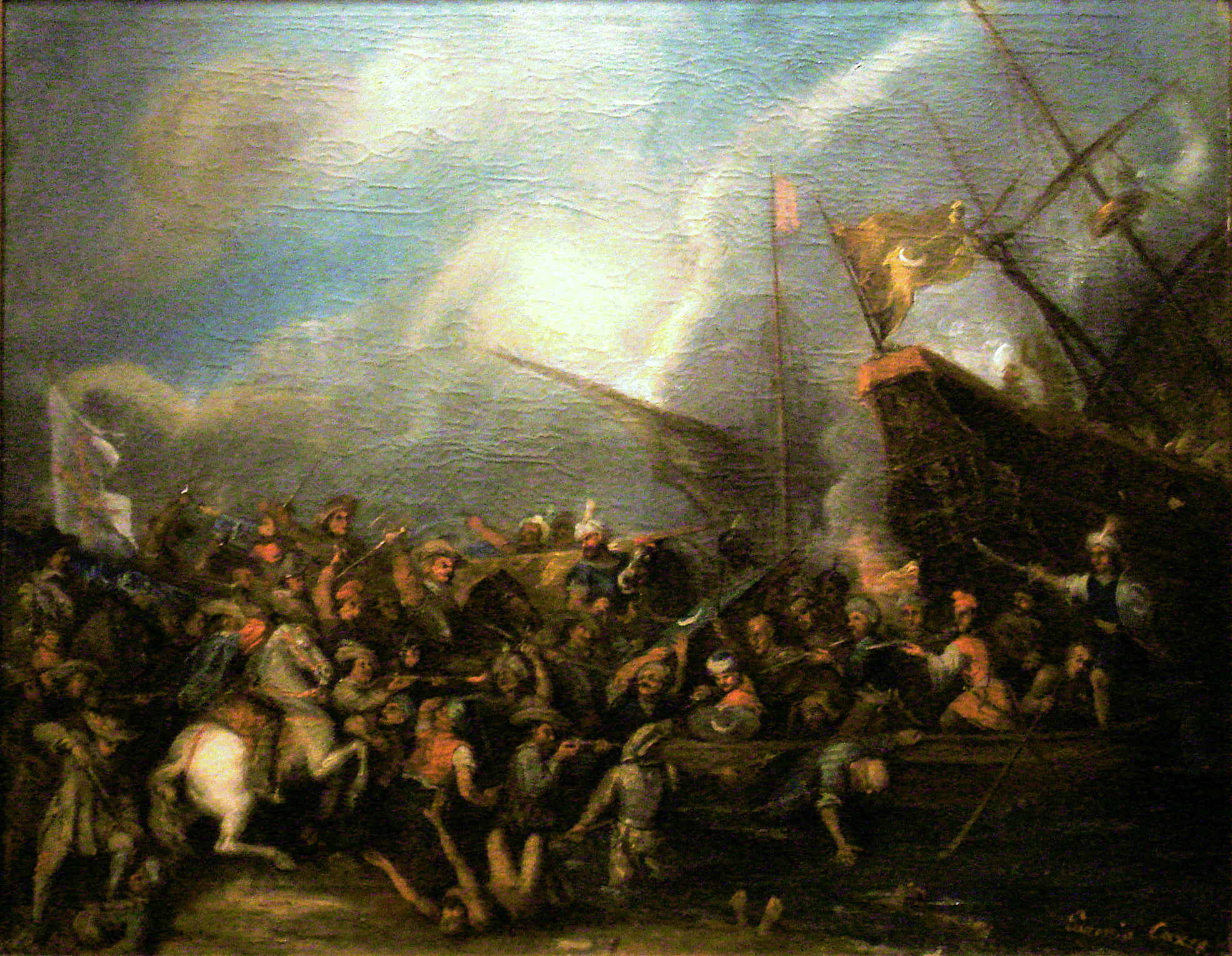
debarcând în Malta.

Eugenio Caxés (n. 1574, Madrid, Madrid⁠(d), Spania – d. 15 decembrie 1634, Madrid, Madrid⁠(d), Spania) a fost un pictor spaniol din perioada barocă.

## Biografie
S-a născut într-o familie florentină din Madrid și și-a scris numele într-o varietate de moduri (Cajés, Cazés, Caxesi și Caxete). Tatăl său, Patricio⁠(d), a fost un discipol al lui Alessandro Allori și a fost recrutat în Spania de ambasadorul Luis de Requesens⁠(d). Caxés a pictat în palatele regale ale lui Filip al II-lea al Spaniei. S-a căsătorit cu fiica lui Juan Manzano, căzut în dizgrație, maestru tâmplar pentru Escorial, care a murit în urma unei căderi de pe o schelă.
Caxés a fost însărcinat de administrația regelui Filip al III-lea să decoreze sala pentru audiențele regale din Madrid, unde a pictat Judecata lui Solomon în boltă. A fost numit pictor al regelui în august 1612. Cele mai multe dintre lucrările sale au fost finalizate la Madrid. Împreună cu Vincenzo Carducci⁠(d) a pictat capela Maicii Domnului del Sagrario din Toledo și pânzele Retablo Mayor del Monasterio de Guadalupe. A primit 11.000  de reali pentru o pânză istorică de mari dimensiui despre Istoria lui Agamemnon (acum pierdută). Printre elevii săi se numără Luis Fernández și avocatul Valpuesta.
S-a opus unei taxe propuse pentru a fi impusă pictorilor.
Muzeul Prado  deține un ansamblu de picturi și desene realizate de Caxés, iar la Real Academia de Bellas Artes de San Fernando poate fi văzută o altă lucrare religioasă Îmbrățișare la Poarta de Aur.

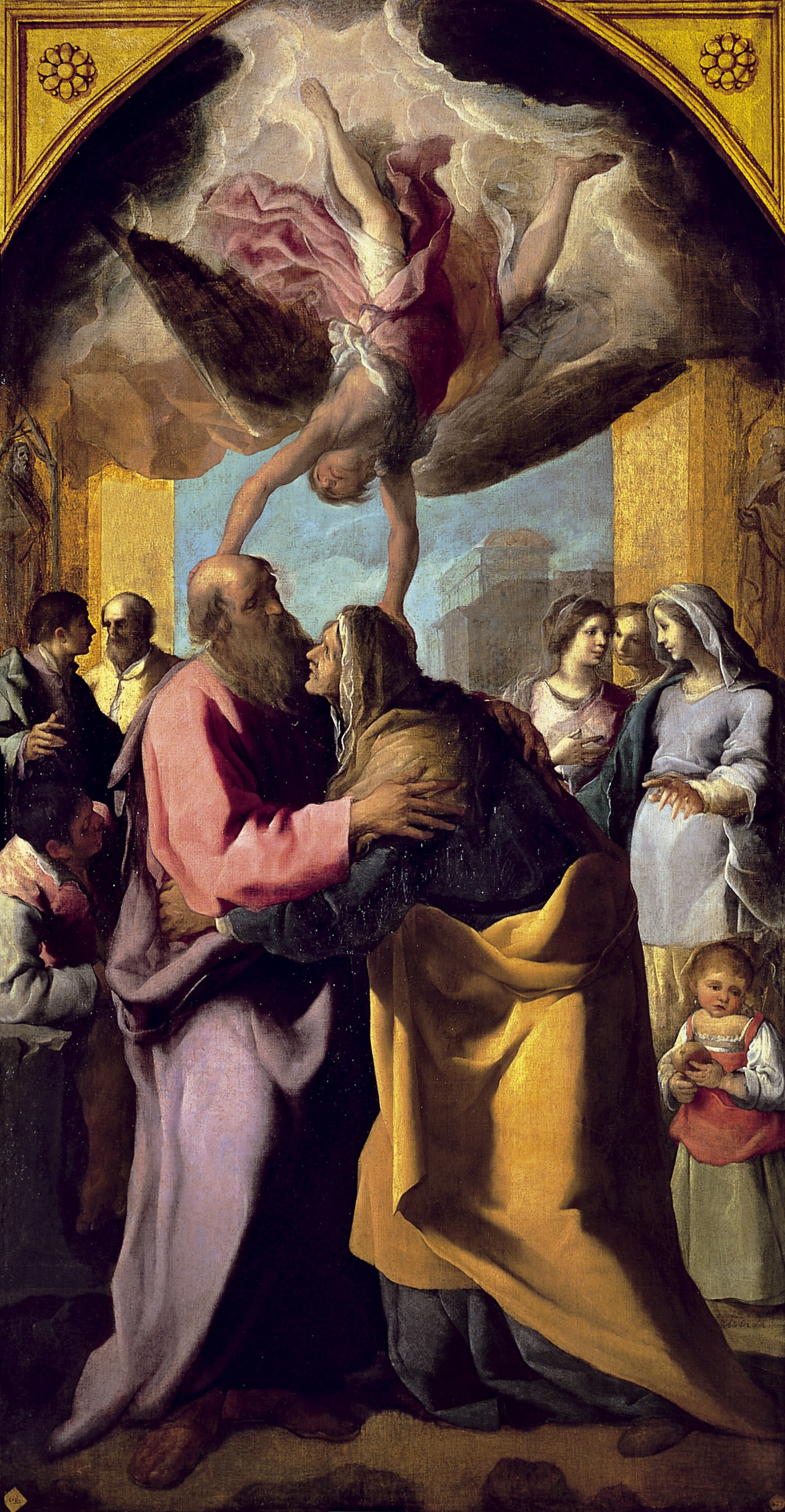
Îmbrățișare la Poarta de Aur, Real Academia de Bellas Artes de San Fernando, Madrid.